# Tono humano
Se conoce como tono humano o simplemente tono a cualquier composición musical en lengua romance de carácter profano del siglo XVII español, en contraposición a los tonos a lo divino, de temática religiosa. Como casi todas las composiciones vernáculas de la época, predomina la  estructura bipartita de estribillo y glosas, aunque también hay numerosos ejemplos que consisten en  series de estrofas y otras variantes formales.
Durante la primera mitad del siglo XVII predominan los tonos polifónicos, destacando compositores como Mateo Romero o Juan Blas de Castro. A partir de mediados de siglo empieza a florecer el tono monódico con acompañamiento de bajo continuo que se convertirá en el modelo predominante en las últimas décadas del siglo, de la mano de compositores como Juan Hidalgo, José Marín o Sebastián Durón.
A principios del siglo XVIII el tono humano será reemplazado progresivamente por la cantata profana (en español denominada «cantada»), que adopta el modelo italiano compuesto de recitativos (llamados en España recitados) y arias, con algunas secciones típicamente españoles como el «grave», en metro ternario, que suele servir de conclusión. El cultivador más destacado de la cantada profana fue José de Torres.